# Brdo (Mrkonjić Grad)
Pour les articles homonymes, voir Brdo.
Brdo (en serbe cyrillique : Брдо) est un village de Bosnie-Herzégovine. Il est situé dans la municipalité de Mrkonjić Grad et dans la république serbe de Bosnie. Selon les premiers résultats du recensement bosnien de 2013, il compte 591 habitants.

## Démographie

### Évolution historique de la population dans la localité
| 1948  | 1953 | 1961 | 1971 | 1981 | 1991 | 2013 |
| ----- | ---- | ---- | ---- | ---- | ---- | ---- |
| 1 203 | -    | 554  | 578  | 591  | 587, | 591  |

|  |